# Campeonato Ecuatoriano de Fútbol Serie B 1997
El Campeonato Ecuatoriano de Fútbol Serie B 1997, conocido oficialmente como «Campeonato Nacional de Fútbol Serie B 1997», fue la 20.ª edición de la Serie B del Campeonato nacional de fútbol profesional en Ecuador, mientras que fue la 33.ª edición incluyendo los torneos cortos conocidas como etapas. El torneo fue organizado por la Federación Ecuatoriana de Fútbol y contó con la participación de ocho clubes de fútbol.
Para esta edición del campeonato de la Serie B, se coronaría por primera vez el Panamá de la ciudad de Guayaquil, siendo este el 2° equipo de dicha ciudad en lograrlo detrás del Emelec que lo había conseguido en la campaña de 1981, mientras que Delfín de la ciudad de Manta se coronó subcampeón del certamen por primera vez en su historia y a su vez sería el 4° equipo de la provincia de Manabi y tercer de dicha ciudad tras el Manta Sport y Green Cross. Durante el torneo jugaron los cuadros de Macará y Esmeraldas Petrolero, tras 5 y 8 años de ausencia respectivamente, en lugar de las escuadras de Liga de Loja e Imbabura S. C.. Al finalizar el torneo el cuadro del 9 de Octubre, tras 1 año jugando en la Serie B, tendría que descender a la Segunda Categoría, conjuntamente con el Esmeraldas Petrolero que también regresaría a la misma categoría. Además sería el retorno de Green Cross tras casi 6 años de estar ausente en la Serie B, así como de Liga de Portoviejo que tras 4 años de estar ausente en misma categoría, nuevamente volvería a jugar.
El Panamá obtendría por primera y única vez el título en su historia al lograr ganar la liguilla, mientras que el Delfín, lograría su primer subcampeonato.

## Sistema de juego
El Campeonato Ecuatoriano de la Serie B 1997 se jugó de la siguiente manera.
Primera Etapa
Se jugó un total de 14 Fechas en encuentros de ida y vuelta, los dos equipos que se ubiquen en 1° y en 2° lugar jugaron la 2ª fase con 2 y 1 puntos de bonificación, mientras que los dos equipos que termine en las dos últimas posiciones tendrían el mismo puntaje pero de penalización.
Segunda Etapa
Los 8 equipos estarían repartidos en dos grupos de 4 equipos cada uno de los cuales se jugaron 6 fechas en partidos de ida y vuelta, los equipos que ganen sus respectivos grupos recibían un punto de bonificación para el cuadrangular final, así mismo si un equipo de la 1ª etapa repitiere el primer lugar esta vez en cualquiera de los dos grupos el equipo que termine en 2° lugar seríá el que se clasifique, mientras que los equipos que terminen en 3° y 4° puesto respectivamente jugarían el cuadrangular del no descenso, además el que finalice en el último lugar tendrían un punto de penalización para el mismo.
Cuadrangular del No Descenso
Se Jugó con los 4 equipos que lograron ubicarse en los dos últimos puestos en los grupales, se jugó un total de 6 fechas de ida y vuelta y los dos equipos con menor puntaje jugaran en la Segunda Categoría
Cuadrangular final
Se Jugó con los 4 equipos que lograron ubicarse en los dos primeros puestos en los grupales, se jugó un total de 6 fechas de ida y vuelta y los dos primeros equipos mejor ubicados jugaron en la Serie A 1998.

## Relevo anual de clubes
| Pos. | de la Serie A      |
| ---- | ------------------ |
| 11º  | Green Cross        |
| 12º  | Liga de Portoviejo |

| Pos. | de la Serie B               |
| ---- | --------------------------- |
| 1º   | Deportivo Quevedo (Campeón) |
| 2º   | Calvi                       |

| Pos. | de la Serie B  |
| ---- | -------------- |
| 7º   | Liga de Loja   |
| 8º   | Imbabura S. C. |

| Pos. | de la Segunda Categoría |
| ---- | ----------------------- |
| 1º   | Macará (Campeón)        |
| 2º   | Esmeraldas Petrolero    |

## Equipos participantes

### Datos de los clubes
Tomaron parte en las competición 8 equipos, entre ellos se destaca el retorno de los históricos Club Deportivo Macará, tras 5 años ausente de la categoría y Club Social, Cultural y Deportivo Esmeraldas Petrolero, tras 8 años ausente de la categoría.
| Equipo               | Ciudad                                                                                                 | Provincia                | Estadio                                                       | Capacidad            |
| -------------------- | --- | ------------------------ | ------------------------------------------------------------- | -------------------- |
| Delfín               | [[Archivo:\|class=notpageimage noviewer\|20x20px\|border\|Bandera de Manta]] Manta                     | Manabí                   | Jocay                                                         | 17.834               |
| Esmeraldas Petrolero | [[Archivo:\|class=notpageimage noviewer\|20x20px\|border\|Bandera de Esmeraldas (Ecuador)]] Esmeraldas | Esmeraldas               | Folke Anderson                                                | 14.000               |
| Green Cross          | [[Archivo:\|class=notpageimage noviewer\|20x20px\|border\|Bandera de Manta]] Manta                     | Manabí                   | Jocay                                                         | 17.834               |
| Liga de Portoviejo   | Portoviejo                                                                                             | Manabí                   | Reales Tamarindos                                             | 15.691               |
| Macará               | Ambato                                                                                                 | Tungurahua               | Bellavista                                                    | 16.467               |
| Panamá               | Guayaquil La Troncal                                                                                   | Guayas · Guayas · Cañar  | Modelo Alberto Spencer George Capwell Municipal de La Troncal | 48.780 21.388 4.000  |
| Santa Rita           | Vinces [[Archivo:\|class=notpageimage noviewer\|20x20px\|border\|Bandera de Babahoyo]] Babahoyo        | Los Ríos · Los Ríos      | Municipal 14 de Junio Rafael Vera Yépez                       | 3.000 11.000         |
| 9 de Octubre         | Guayaquil Milagro Machala                                                                              | Guayas · Guayas · El Oro | Modelo Alberto Spencer Los Chirijos 9 de Mayo                 | 48.780 15.000 16.456 |

### Equipos por provincias
| Provincia  | N.º | Equipos                                     |
| ---------- | --- | ------------------------------------------- |
| Manabí     | 3   | - Delfín - Green Cross - Liga de Portoviejo |
| Guayas     | 2   | - Panamá - 9 de Octubre                     |
| Esmeraldas | 1   | - Esmeraldas Petrolero                      |
| Los Ríos   | 1   | - Santa Rita                                |
| Tungurahua | 1   | - Macará                                    |

| Green Cross Delfín Liga de Portoviejo Panamá 9 de Octubre Santa Rita Esmeraldas Petrolero Macará |

## Primera etapa

### Partidos y resultados
| Fecha 1      | Fecha 1   | Fecha 1              |
| Equipo Local | Resultado | Equipo Visitante     |
| ------------ | --------- | -------------------- |
| Green Cross  | 4 - 0     | Esmeraldas Petrolero |
| 9 de Octubre | 0 - 0     | Delfín               |
| Santa Rita   | 0 - 1     | Panamá               |
| Macará       | 1 - 2     | Liga de Portoviejo   |

| Fecha 2              | Fecha 2   | Fecha 2          |
| Equipo Local         | Resultado | Equipo Visitante |
| -------------------- | --------- | ---------------- |
| Delfín               | 1 - 2     | Macará           |
| Panamá               | 3 - 1     | Green Cross      |
| Esmeraldas Petrolero | 1 - 0     | 9 de Octubre     |
| Liga de Portoviejo   | 3 - 0     | Santa Rita       |

| Fecha 3      | Fecha 3   | Fecha 3              |
| Equipo Local | Resultado | Equipo Visitante     |
| ------------ | --------- | -------------------- |
| Green Cross  | 0 - 1     | Liga de Portoviejo   |
| Santa Rita   | 2 - 0     | Delfín               |
| Panamá       | 2 - 1     | 9 de Octubre         |
| Macará       | 2 - 1     | Esmeraldas Petrolero |

| Fecha 4              | Fecha 4   | Fecha 4          |
| Equipo Local         | Resultado | Equipo Visitante |
| -------------------- | --------- | ---------------- |
| Delfín               | 0 - 0     | Green Cross      |
| 9 de Octubre         | 1 - 0     | Macará           |
| Esmeraldas Petrolero | 0 - 0     | Santa Rita       |
| Liga de Portoviejo   | 0 - 0     | Panamá           |

| Fecha 5      | Fecha 5   | Fecha 5              |
| Equipo Local | Resultado | Equipo Visitante     |
| ------------ | --------- | -------------------- |
| Delfín       | 2 - 1     | Liga de Portoviejo   |
| Santa Rita   | 0 - 0     | 9 de Octubre         |
| Panamá       | 1 - 0     | Esmeraldas Petrolero |
| Macará       | 1 - 0     | Green Cross          |

| Fecha 6              | Fecha 6   | Fecha 6          |
| Equipo Local         | Resultado | Equipo Visitante |
| -------------------- | --------- | ---------------- |
| Green Cross          | 2 - 1     | Santa Rita       |
| Panamá               | 1 - 0     | Macará           |
| Liga de Portoviejo   | 4 - 1     | 9 de Octubre     |
| Esmeraldas Petrolero | 4 - 3     | Delfín           |

| Fecha 7            | Fecha 7   | Fecha 7              |
| Equipo Local       | Resultado | Equipo Visitante     |
| ------------------ | --------- | -------------------- |
| Delfín             | 3 - 3     | Panamá               |
| 9 de Octubre       | 0 - 1     | Green Cross          |
| Santa Rita         | 3 - 2     | Macará               |
| Liga de Portoviejo | 1 - 2     | Esmeraldas Petrolero |

| Fecha 8              | Fecha 8   | Fecha 8            |
| Equipo Local         | Resultado | Equipo Visitante   |
| -------------------- | --------- | ------------------ |
| Green Cross          | 2 - 0     | 9 de Octubre       |
| Panamá               | 0 - 0     | Delfín             |
| Esmeraldas Petrolero | 2 - 2     | Liga de Portoviejo |
| Macará               | 4 - 1     | Santa Rita         |

| Fecha 9      | Fecha 9   | Fecha 9              |
| Equipo Local | Resultado | Equipo Visitante     |
| ------------ | --------- | -------------------- |
| Delfín       | 2 - 1     | Esmeraldas Petrolero |
| 9 de Octubre | 3 - 4     | Liga de Portoviejo   |
| Santa Rita   | 1 - 0     | Green Cross          |
| Macará       | 5 - 1     | Panamá               |

| Fecha 10             | Fecha 10  | Fecha 10         |
| Equipo Local         | Resultado | Equipo Visitante |
| -------------------- | --------- | ---------------- |
| Green Cross          | 0 - 2     | Macará           |
| 9 de Octubre         | 3 - 2     | Santa Rita       |
| Liga de Portoviejo   | 0 - 0     | Delfín           |
| Esmeraldas Petrolero | 0 - 2     | Panamá           |

| Fecha 11     | Fecha 11  | Fecha 11             |
| Equipo Local | Resultado | Equipo Visitante     |
| ------------ | --------- | -------------------- |
| Green Cross  | 2 - 0     | Delfín               |
| Santa Rita   | 4 - 2     | Esmeraldas Petrolero |
| Panamá       | 0 - 0     | Liga de Portoviejo   |
| Macará       | 2 - 0     | 9 de Octubre         |

| Fecha 12             | Fecha 12  | Fecha 12         |
| Equipo Local         | Resultado | Equipo Visitante |
| -------------------- | --------- | ---------------- |
| Delfín               | 4 - 3     | Santa Rita       |
| 9 de Octubre         | 0 - 0     | Panamá           |
| Liga de Portoviejo   | 2 - 3     | Green Cross      |
| Esmeraldas Petrolero | 0 - 2     | Macará           |

| Fecha 13     | Fecha 13  | Fecha 13             |
| Equipo Local | Resultado | Equipo Visitante     |
| ------------ | --------- | -------------------- |
| Green Cross  | 2 - 2     | Panamá               |
| 9 de Octubre | 2 - 1     | Esmeraldas Petrolero |
| Santa Rita   | 0 - 0     | Liga de Portoviejo   |
| Macará       | 2 - 1     | Delfín               |

| Fecha 14             | Fecha 14  | Fecha 14         |
| Equipo Local         | Resultado | Equipo Visitante |
| -------------------- | --------- | ---------------- |
| Delfín               | 3 - 4     | 9 de Octubre     |
| Panamá               | 3 - 2     | Santa Rita       |
| Liga de Portoviejo   | 2 - 1     | Macará           |
| Esmeraldas Petrolero | 1 - 0     | Green Cross      |

### Tabla de posiciones
|  |  |    | Equipo               | PJ | PG | PE | PP | GF | GC | DG  | PTS | PB/PP |
|  |  | -- | -------------------- | -- | -- | -- | -- | -- | -- | --- | --- | ----- |
|  |  | 1. | Macará               | 14 | 9  | 0  | 5  | 26 | 14 | +12 | 27  | 2     |
|  |  | 2. | Panamá               | 14 | 7  | 6  | 1  | 19 | 14 | +5  | 27  | 1     |
|  |  | 3. | Liga de Portoviejo   | 14 | 6  | 5  | 3  | 19 | 18 | +1  | 23  |       |
|  |  | 4. | Green Cross          | 14 | 6  | 2  | 6  | 17 | 14 | +3  | 20  |       |
|  |  | 5. | Santa Rita           | 14 | 4  | 3  | 7  | 19 | 23 | -4  | 15  |       |
|  |  | 6. | 9 de Octubre         | 14 | 4  | 3  | 7  | 15 | 22 | -7  | 15  |       |
|  |  | 7. | Delfín               | 14 | 3  | 5  | 6  | 20 | 23 | -3  | 14  | -1    |
|  |  | 8. | Esmeraldas Petrolero | 14 | 4  | 2  | 8  | 15 | 25 | -10 | 14  | -2    |

PJ = Partidos jugados; PG = Partidos ganados; PE = Partidos empatados; PP = Partidos perdidos; GF = Goles a favor; GC = Goles en contra; DG = Diferencia de gol; PTS = Puntos; PB/PP = Puntos de bonificación/Puntos de Penalización
|  | Obtuvieron 2 y 1 puntos de Bonificación para la 2.ª fase.   |
|  | Obtuvieron -2 y -1 puntos de Penalización para la 2.ª fase. |

## Segunda etapa

### Partidos y resultados
| Fecha 1              | Fecha 1   | Fecha 1            |
| Equipo Local         | Resultado | Equipo Visitante   |
| -------------------- | --------- | ------------------ |
| Delfín               | 1 - 0     | Macará             |
| 9 de Octubre         | 0 - 0     | Liga de Portoviejo |
| Santa Rita           | 1 - 2     | Panamá             |
| Esmeraldas Petrolero | 1 - 1     | Green Cross        |

| Fecha 2              | Fecha 2   | Fecha 2          |
| Equipo Local         | Resultado | Equipo Visitante |
| -------------------- | --------- | ---------------- |
| Liga de Portoviejo   | 2 - 2     | Delfín           |
| Macará               | 2 - 1     | 9 de Octubre     |
| Santa Rita           | 1 - 2     | Panamá           |
| Esmeraldas Petrolero | 1 - 1     | Green Cross      |

| Fecha 3              | Fecha 3   | Fecha 3          |
| Equipo Local         | Resultado | Equipo Visitante |
| -------------------- | --------- | ---------------- |
| 9 de Octubre         | 2 - 2     | Delfín           |
| Liga de Portoviejo   | 4 - 0     | Macará           |
| Green Cross          | 2 - 2     | Panamá           |
| Esmeraldas Petrolero | 0 - 0     | Santa Rita       |

| Fecha 4      | Fecha 4   | Fecha 4              |
| Equipo Local | Resultado | Equipo Visitante     |
| ------------ | --------- | -------------------- |
| Delfín       | 3 - 1     | 9 de Octubre         |
| Macará       | 2 - 0     | Liga de Portoviejo   |
| Panamá       | 1 - 0     | Green Cross          |
| Santa Rita   | 1 - 0     | Esmeraldas Petrolero |

| Fecha 5              | Fecha 5   | Fecha 5            |
| Equipo Local         | Resultado | Equipo Visitante   |
| -------------------- | --------- | ------------------ |
| Delfín               | 0 - 0     | Liga de Portoviejo |
| 9 de Octubre         | 1 - 3     | Macará             |
| Esmeraldas Petrolero | 0 - 1     | Panamá             |
| Santa Rita           | 2 - 1     | Green Cross        |

| Fecha 6            | Fecha 6   | Fecha 6              |
| Equipo Local       | Resultado | Equipo Visitante     |
| ------------------ | --------- | -------------------- |
| Liga de Portoviejo | 1 - 0     | 9 de Octubre         |
| Macará             | 3 - 4     | Delfín               |
| Green Cross        | 1 - 1     | Esmeraldas Petrolero |
| Panamá             | 1 - 0     | Santa Rita           |

### Tabla de posiciones
Grupo A
|  |  |    | Equipo             | PJ | PG | PE | PP | GF | GC | DG | PTS | PB | PB/PP |
|  |  | -- | ------------------ | -- | -- | -- | -- | -- | -- | -- | --- | -- | ----- |
|  |  | 1. | Delfín             | 6  | 3  | 3  | 0  | 12 | 8  | +4 | 11  | -1 | 1     |
|  |  | 2. | Macará             | 6  | 3  | 0  | 3  | 10 | 11 | -1 | 11  | 2  | 0     |
|  |  | 3. | Liga de Portoviejo | 6  | 2  | 2  | 2  | 7  | 4  | +3 | 8   |    | 0     |
|  |  | 4. | 9 de Octubre       | 6  | 0  | 2  | 4  | 5  | 11 | -6 | 0   |    | -1    |

PJ = Partidos jugados; PG = Partidos ganados; PE = Partidos empatados; PP = Partidos perdidos; GF = Goles a favor; GC = Goles en contra; DG = Diferencia de gol; PTS = Puntos; PB = Puntos de bonificación; PB/PP = Puntos de bonificación/Puntos de Penalización
Grupo B
|  |  |    | Equipo               | PJ | PG | PE | PP | GF | GC | DG | PTS | PB | PB/PP |
|  |  | -- | -------------------- | -- | -- | -- | -- | -- | -- | -- | --- | -- | ----- |
|  |  | 1. | Panamá               | 6  | 5  | 1  | 0  | 9  | 4  | +5 | 17  | 1  | 1     |
|  |  | 2. | Santa Rita           | 6  | 2  | 2  | 2  | 4  | 4  | 0  | 8   |    | 0     |
|  |  | 3. | Green Cross          | 6  | 0  | 4  | 2  | 5  | 7  | -2 | 4   |    | 0     |
|  |  | 4. | Esmeraldas Petrolero | 6  | 0  | 3  | 3  | 3  | 6  | -3 | 1   | -2 | -1    |

PJ = Partidos jugados; PG = Partidos ganados; PE = Partidos empatados; PP = Partidos perdidos; GF = Goles a favor; GC = Goles en contra; DG = Diferencia de gol; PTS = Puntos; PB = Puntos de bonificación; PB/PP = Puntos de bonificación/Puntos de Penalización
|  | Clasificaron al Cuadrangular final con 1 y 0 puntos de Bonificación.            |
|  | Clasificaron al Cuadrangular del No Descenso con 0 y -1 puntos de Penalización. |

#### Evolución de la clasificación
Grupo A
Grupo B

## Cuadrangular del No Descenso

### Partidos y resultados
| Fecha 1      | Fecha 1   | Fecha 1              |
| Equipo Local | Resultado | Equipo Visitante     |
| ------------ | --------- | -------------------- |
| Green Cross  | 2 - 0     | Esmeraldas Petrolero |
| 9 de Octubre | 0 - 1     | Liga de Portoviejo   |

| Fecha 2              | Fecha 2   | Fecha 2          |
| Equipo Local         | Resultado | Equipo Visitante |
| -------------------- | --------- | ---------------- |
| Liga de Portoviejo   | 2 - 1     | Green Cross      |
| Esmeraldas Petrolero | 0 - 2     | 9 de Octubre     |

| Fecha 3            | Fecha 3   | Fecha 3              |
| Equipo Local       | Resultado | Equipo Visitante     |
| ------------------ | --------- | -------------------- |
| 9 de Octubre       | 1 - 2     | Green Cross          |
| Liga de Portoviejo | 3 - 1     | Esmeraldas Petrolero |

| Fecha 4              | Fecha 4   | Fecha 4            |
| Equipo Local         | Resultado | Equipo Visitante   |
| -------------------- | --------- | ------------------ |
| Green Cross          | 0 - 1     | 9 de Octubre       |
| Esmeraldas Petrolero | 1 - 2     | Liga de Portoviejo |

| Fecha 5      | Fecha 5   | Fecha 5              |
| Equipo Local | Resultado | Equipo Visitante     |
| ------------ | --------- | -------------------- |
| Green Cross  | 2 - 1     | Liga de Portoviejo   |
| 9 de Octubre | 2 - 1     | Esmeraldas Petrolero |

| Fecha 6              | Fecha 6   | Fecha 6          |
| Equipo Local         | Resultado | Equipo Visitante |
| -------------------- | --------- | ---------------- |
| Liga de Portoviejo   | 1 - 0     | 9 de Octubre     |
| Esmeraldas Petrolero | 2 - 2     | Green Cross      |

### Tabla de posiciones
|  |  |    | Equipo               | PJ | PG | PE | PP | GF | GC | DG | PTS | PP |
|  |  | -- | -------------------- | -- | -- | -- | -- | -- | -- | -- | --- | -- |
|  |  | 1. | Liga de Portoviejo   | 6  | 5  | 0  | 1  | 10 | 5  | +5 | 15  |    |
|  |  | 2. | Green Cross          | 6  | 3  | 1  | 2  | 9  | 7  | +2 | 10  |    |
|  |  | 3. | 9 de Octubre         | 6  | 3  | 0  | 3  | 6  | 5  | +1 | 8   | -1 |
|  |  | 4. | Esmeraldas Petrolero | 6  | 0  | 1  | 5  | 5  | 13 | -8 | 0   | -1 |

PJ = Partidos jugados; PG = Partidos ganados; PE = Partidos empatados; PP = Partidos perdidos; GF = Goles a favor; GC = Goles en contra; DG = Diferencia de gol; PTS = Puntos; PP = Puntos de Penalización
|  | Descendieron a la Segunda Categoría. |

## Cuadrangular final

### Partidos y resultados
| Fecha 1      | Fecha 1   | Fecha 1          |
| Equipo Local | Resultado | Equipo Visitante |
| ------------ | --------- | ---------------- |
| Santa Rita   | 0 - 0     | Panamá           |
| Macará       | 1 - 0     | Delfín           |

| Fecha 2      | Fecha 2   | Fecha 2          |
| Equipo Local | Resultado | Equipo Visitante |
| ------------ | --------- | ---------------- |
| Panamá       | 1 - 1     | Macará           |
| Delfín       | 5 - 1     | Santa Rita       |

| Fecha 3      | Fecha 3   | Fecha 3          |
| Equipo Local | Resultado | Equipo Visitante |
| ------------ | --------- | ---------------- |
| Delfín       | 1 - 1     | Panamá           |
| Macará       | 4 - 0     | Santa Rita       |

| Fecha 4      | Fecha 4   | Fecha 4          |
| Equipo Local | Resultado | Equipo Visitante |
| ------------ | --------- | ---------------- |
| Panamá       | 1 - 1     | Delfín           |
| Santa Rita   | 2 - 0     | Macará           |

| Fecha 5      | Fecha 5   | Fecha 5          |
| Equipo Local | Resultado | Equipo Visitante |
| ------------ | --------- | ---------------- |
| Santa Rita   | 2 - 1     | Delfín           |
| Macará       | 1 - 1     | Panamá           |

| Fecha 6      | Fecha 6   | Fecha 6          |
| Equipo Local | Resultado | Equipo Visitante |
| ------------ | --------- | ---------------- |
| Panamá       | 5 - 0     | Santa Rita       |
| Delfín       | 2 - 0     | Macará           |

### Tabla de posiciones
|  |  |    | Equipo     | PJ | PG | PE | PP | GF | GC | DG | PTS | PB |
|  |  | -- | ---------- | -- | -- | -- | -- | -- | -- | -- | --- | -- |
|  |  | 1. | Panamá     | 6  | 1  | 5  | 0  | 9  | 4  | +5 | 9   | 1  |
|  |  | 2. | Delfín     | 6  | 2  | 2  | 2  | 10 | 6  | +4 | 9   | 1  |
|  |  | 3. | Macará     | 6  | 2  | 2  | 2  | 7  | 6  | +1 | 8   |    |
|  |  | 4. | Santa Rita | 6  | 2  | 1  | 3  | 6  | 15 | -9 | 7   |    |

PJ = Partidos jugados; PG = Partidos ganados; PE = Partidos empatados; PP = Partidos perdidos; GF = Goles a favor; GC = Goles en contra; DG = Diferencia de gol; PTS = Puntos; PB = Puntos de bonificación
|  | Campeón, ascendió a la Serie A 1998.    |
|  | Subcampeón, ascendió a la Serie A 1998. |

### Campeón
|                                                             |
| Panamá Sporting Club 1.er título Ascendió a la Serie A 1998 |
| También ascendió Delfín Sporting Club como subcampeón.      |

## Goleador
| Jugador          | Equipo             | Goles |
| ---------------- | ------------------ | ----- |
| Fernando Lavezzi | Liga de Portoviejo | 13    |